# Simón de Montoya
Simón de Montoya y Ortigosa (Viana, 28 de octubre de 1834-†Viana, 10 de febrero de 1891) fue un militar español que combatió en la tercera guerra carlista.

## Biografía
En julio de 1850 ingresó en clase de cadete en el Colegio General Militar, y promovido a alférez de Infantería a los cuatro años de estudios, fue destinado al Regimiento de la Constitución, de guarnición en Madrid, en donde recibió el bautismo de fuego con motivo de los sucesos de los días 17, 18 y 19 de julio de 1854, ganando en dichos días el grado de teniente. Prestó luego el servicio de su clase en el Regimiento de América, de guarnición en Pamplona y Zaragoza, hasta que en noviembre de 1856 fue nombrado ayudante de campo del general Francisco Ortigosa.
El 3 de marzo de 1857 ascendió a teniente, por antigüedad, y siguió desempeñando el cargo de ayudante de campo del general ya citado, hasta noviembre de 1866, en que pasó a la situación de reemplazo después de haber obtenido en 1864 el empleo de capitán por antigüedad, y en 1868 el grado de comandante, por gracia general.
Destinado Montoya, a fines de marzo de 1872, al batallón Reserva de Burgos, se incorporó a él en esta capital; en septiembre del mismo año se le concedió la Cruz de la Orden militar de San Hermenegildo; sirvió después en el batallón Reserva de Logroño, y, por último, solicitó y obtuvo su retiro en abril de 1873.

### Tercera guerra carlista
El día 30 de julio de este año ingresó en el Ejército carlista, a cuyas filas le llevaron sus propias convicciones, sus nobles sentimientos y las tradiciones de su familia (carlista de abolengo). Presentado a Carlos de Borbón y Austria-Este, se le destinó el 7 de agosto a las inmediatas órdenes del general Ollo; asistió con este jefe a la toma del fuerte de las Campanas el día 14; a la acción de Allo, el 22; a la toma del fuerte de Estella, el 24 y a la acción de Dicastillo, el 25.
Al día siguiente de esta acción, Montoya (ascendido recientemente a teniente coronel) fue nombrado segundo jefe del Batallón del Príncipe, 3.º de Navarra. Según Francisco de Paula Oller, se distinguió desde los primeros días «por su notable serenidad y arrojo» con motivo de la toma de Viana, a la cual contribuyó muy eficazmente, así como a la de Lumbier, a la del fuerte de Valcarlos y a la de la fábrica de Orbaiceta. Asistió después al sitio de Tolosa, del 18 al 22 de septiembre; se  batió en la acción de Santa Bárbara de Mañeru, conquistando en ella la Cruz roja de 2.ª clase del Mérito militar; concurrió con su batallón a la batalla de Montejurra, los días 7, 8 y 9 de noviembre y a la acción de Velabieta, el 9 del siguiente mes.
En enero de 1874 formó parte el teniente coronel Montoya, con su batallón, de la expedición que salió para la provincia de Santander a las órdenes del general Mendiry; regresó a Navarra a principios de febrero y el día 6 de este mes fue nombrado primer jefe del 3.º de Navarra, en el que había servido anteriormente y con el cual salió a primeros de marzo, escoltando un convoy de municiones destinado al ejército sitiador de Bilbao, el cual convoy condujo felizmente a su destino, no sin vencer, con singular valor e inteligencia serias dificultades que el enemigo quiso oponerle a su paso por la llanada de Vitoria.
En la batalla de San Pedro Abanto (25, 26 y 27 de marzo), el teniente coronel Montoya tomó la bayoneta de dos parapetos, de lo que se habían apoderado los liberales, y en la de Abárzuza, según Oller, «fue tan heroico su comportamiento y fueron tales y tantas las cargas a las bayoneta que dio, siempre mostrándose en los puntos de mayor peligro, que fue ascendido a coronel».
Continuando en Navarra, el coronel Montoya se batió en la acción de Oteiza, el 11 de agosto y a finales de septiembre volvió a distinguirse «por su pericia y bravura» en las operaciones sobre Biurrún a las que asistió mandando la vanguardia carlista, con la que tomó a la bayoneta la ermita y pueblo de Biurrún, cubriéndose de gloria, tanto el coronel Montoya, como los batallones de su mando, los cuales obtuvieron las corbatas de San Fernando para sus banderas.
Siguiendo las operaciones en Navarra, asistió Montoya a la acción de Artajona, el 1 de febrero de 1875 y el día 3 a la batalla de Lácar, que le valió la faja de brigadier.
Encargado Montoya del mando de la 4.ª Brigada de la 2.ª División de Navarra, tomó parte del cañoneo de la ciudad y castillo de Pamplona, los días 7 y 12 de mayo, a principios de junio sostuvo algunos encuentros por la parte de Cirauqui y el 28 del mismo mes una victoriosa acción en Allo, obligando a los liberales a retirarse a Lerín. Asistió también a las operaciones sobre Treviño y encargado al poco tiempo del mando de la 2.ª División de Navarra, cañoneó a Logroño, peleó ventajosamente en Salvatierra e hizo construir varias fortificaciones en la línea cuya defensa se le confió y que se extendía desde Anoz hasta Viana.
A mediados de noviembre de 1875 el brigadier Montoya cayó gravemente enfermo en Erice y fue a Estella a fines de diciembre a pasar la convalecencia. No pudo participar activamente en las operaciones por causa del mal estado de su salud; se le encargó el despacho ordinario de la Comandancia general de Navarra y ayudar al general Lerga en la defensa de Estella, lo cual hizo con todo el mayor celo; pero agravada su enfermedad, no pudo continuar trabajando, ni aun en el servicio de las oficinas, y se vio precisado a hacer uso de dos meses de licencia, que por prescripción facultativa se le concedieron y que no llegó a disfrutar, porque habiéndose precipitado la terminación de la guerra, permaneció en España hasta que después de pasar la frontera Don Carlos, emigró también Montoya a Francia. Vivió allí hasta fines de diciembre de 1879, que volvió a España y fue a vivir con sus padres a Viana, donde falleció en 1891, siendo muy sentida su muerte por los carlistas de toda España y de un modo especial por los navarros.